# سوپر جام فوتبال ترکیه ۲۰۱۹
سوپر جام فوتبال ترکیه ۲۰۱۹ ۴۶مین دوره از سوپر جام فوتبال ترکیه از زمان تأسیس آن در سال ۱۹۶۶ بود. مسابقات سوپر جام ترکیه سالانه بین قهرمانان سوپر لیگ و جام حذفی برگزار می‌شود. این دوره در ماه اوت سال ۲۰۱۹ بین قهرمان سوپر لیگ فوتبال ترکیه ۱۹–۲۰۱۸، گالاتاسرای و نایب‌قهرمان جام حذفی فوتبال ترکیه ۱۹–۲۰۱۸، آخیساراسپور برگزار شد که گالاتاسرای توانست با یک گل آخیساراسپور را شکست دهد و قهرمان شود.

## مسابقه

### جزئیات
| گالاتاسرای | ۱–۰   | آخیساراسپور |
| ---------- | ----- | ----------- |
| بلهنده ۳۹' | گزارش |             |

| گالاتاسرای | آخیساراسپور |